# Liste der Geotope im Landkreis Biberach
Diese sortierbare Liste der Geotope im Landkreis Biberach enthält die Geotope im baden-württembergischen Landkreis Biberach, die amtlichen Bezeichnungen für Namen und Nummern sowie deren geographische Lage. Die Geotope sind im Geotop-Kataster Baden-Württemberg dokumentiert und umfassen Aufschlüsse von Gesteinen, Böden, Mineralien und Fossilien sowie besondere Landschaftsteile.

## Liste
Im Landkreis sind 70 Geotope (Stand 8. August 2021) offiziell vom Landesamt für Geologie, Rohstoffe und Bergbau (LGRB) ausgewiesen:
| Steckbrief Nr. (PDF) | Name                                                                                                | Geotoptyp          | Gemeinde/Stadt, Gemarkung                  | Koordinaten                                        | Bild | Bemerkungen                                                                                             |
| -------------------- | --------------------------------------------------------------------------------------------------- | ------------------ | ------------------------------------------ | -------------------------------------------------- | ---- | --- |
| 274                  | Federsee                                                                                            | Landschaftselement | Bad Buchau                                 | 48° 5′ 4,3″ N, 9° 37′ 53,7″ O                      |      | Geologische Einheit: ? Status: mit geschützt (NSG Federsee)                                             |
| 275                  | Erratischer Block zwischen Bahngleisen und Wald N der Straße nach Ingoldingen                       | Findling           | Bad Schussenried                           | 48° 1′ 24,9″ N, 9° 39′ 28,5″ O                     |      | Geologische Einheit: Kalkstein Status: geschützt (Naturdenkmal Findling, Erratischer Block)             |
| 276                  | Schussenquelle ca. 750 m NNE von Bad Schussenried-Roppertsweiler                                    | Quelle             | Bad Schussenried                           | 48° 1′ 19,7″ N, 9° 39′ 28,4″ O                     |      | Geologische Einheit: Ablagerungen Endmoräne Status: geschützt (Naturdenkmal Schussenursprung)           |
| 277                  | Aufg. Kiesgrube 1100 m W von Ringschnait                                                            | Aufschluss         | Biberach an der Riß Gemarkung Ringschnait  | 48° 4′ 34,5″ N, 9° 51′ 52″ O                       |      | Geologische Einheit: Schotter Riß-Grundmoräne                                                           |
| 278                  | Hangböschung Michelstein im Laubwald ca. 1000 m ESE von Unteressendorf                              | Felsformation      | Hochdorf Gemarkung Unteressendorf          | 48° 0′ 7″ N, 9° 46′ 47,9″ O                        |      | Geologische Einheit: Nagelfluh Status: geschützt (Naturdenkmal Michelstein)                             |
| 279                  | Lindenweiher SW von Hochdorf                                                                        | Landschaftselement | Hochdorf Gemarkung Unteressendorf          | 48° 1′ 5,8″ N, 9° 45′ 27,8″ O                      |      | Geologische Einheit: ? Status: mit geschützt (NSG Vogelfreistätte Lindenweiher)                         |
| 280                  | Aufg. Steinbruch ca. 1100 m N von Ittenhausen                                                       | Aufschluss         | Langenenslingen Gemarkung Ittenhausen      | 48° 12′ 42,7″ N, 9° 20′ 8,8″ O                     |      | Geologische Einheit: Massenkalk-Formation Status: geschützt (Naturdenkmal Steinbruch Ittenhausen)       |
| 281                  | Hangböschung am westl. Donauhang unterh. der ehem. Dietenburg SSE von Daugendorf                    | Aufschluss         | Riedlingen Gemarkung Daugendorf            | 48° 10′ 12,7″ N, 9° 29′ 35,5″ O                    |      | Geologische Einheit: Hangende Bankkalk-Formation Status: mit geschützt (NSG Flußlandschaft Donauwiesen) |
| 282                  | Mühlenweiherquelle im Ortsbereich von Grüningen                                                     | Quelle             | Riedlingen Gemarkung Grüningen             | 48° 10′ 3,8″ N, 9° 27′ 27,7″ O                     |      | Geologische Einheit: ?                                                                                  |
| 283                  | Blinder See im Dürmentinger Wald ca. 1500 m W von Kanzach                                           | Moor               | Riedlingen Gemarkung Neufra                | 48° 4′ 25,5″ N, 9° 32′ 18,4″ O                     |      | Geologische Einheit: ? Status: mit geschützt (NSG Blinder See Kanzach)                                  |
| 284                  | Prallhang links der Donau 1600 m NNE von Riedlingen                                                 | Aufschluss         | Riedlingen                                 | 48° 9′ 55,6″ N, 9° 29′ 22,8″ O                     |      | Geologische Einheit: Hangende Bankkalk-Formation Status: mit geschützt (NSG Flußlandschaft Donauwiesen) |
| 285                  | Ummendorfer Ried S von Biberach                                                                     | Moor               | Biberach                                   | 48° 3′ 52,9″ N, 9° 48′ 38,6″ O                     |      | Geologische Einheit: ? Status: mit geschützt (NSG Ummendorfer Ried)                                     |
| 286                  | Aufg. Kiesgrube Galgenbühl und Teich ca. 2500 m N von Unlingen                                      | Aufschluss         | Unlingen                                   | 48° 11′ 27,6″ N, 9° 31′ 28,6″ O                    |      | Geologische Einheit: Schotter Riß-Kaltzeit Status: geschützt (Naturdenkmal Kiesgrube im Galgenbühl)     |
| 287                  | Aufg. Kiesgrube Lange Grube ca. 2900 m N von Unlingen                                               | Aufschluss         | Unlingen                                   | 48° 11′ 45,2″ N, 9° 31′ 2,6″ O                     |      | Geologische Einheit: Schotter Riß-Kaltzeit Status: mit geschützt (NSG Lange Grube)                      |
| 288                  | Hangquellmoor                                                                                       | Moor               | Riedlingen Gemarkung Zwiefaltendorf        | 48° 13′ 12,8″ N, 9° 29′ 51,1″ O                    |      | Geologische Einheit: ? Status: geschützt (Naturdenkmal Hangquellmoor am Emerberg)                       |
| 289                  | Toteislöcher Am Schorren W von Bad Schussenried-Roppertsweiler                                      | Toteisloch         | Bad Schussenried                           | 48° 0′ 53,7″ N, 9° 38′ 47,1″ O                     |      | Geologische Einheit: ?                                                                                  |
| 290                  | Kiesgrube am Blasenberg rechts der Riß im OT Biberach-Birkendorf                                    | Aufschluss         | Biberach                                   | 48° 6′ 26,9″ N, 9° 48′ 4,7″ O                      |      | Geologische Einheit: Schotter Riß-Kaltzeit                                                              |
| 291                  | Hangböschung Bismarckdenkmal am Gigelberg im westl. Stadtbereich von Biberach                       | Aufschluss         | Biberach                                   | 48° 6′ 1,5″ N, 9° 47′ 1,5″ O                       |      | Geologische Einheit: Nagelfluh                                                                          |
| 292                  | Aufg. Kiesgrube im Laubwald E der L 465 in Richtung Jordanbad bei der Abzw. zur Birkenallee         | Aufschluss         | Biberach                                   | 48° 5′ 8,7″ N, 9° 48′ 35,9″ O                      |      | Geologische Einheit: Nagelfluh                                                                          |
| 293                  | Aufg. Kiesgrube Sahlen im Ringschnaiter Wald 1500 m NNE von Ringschnait                             | Aufschluss         | Biberach Gemarkung Ringschnait             | 48° 5′ 11,8″ N, 9° 53′ 17,7″ O                     |      | Geologische Einheit: Schotter Mindel-Kaltzeit                                                           |
| 294                  | Aufg. Kiesgrube Sonnenhof und nördl. Steilhang zu einem Zufluss der Umlach ca. 300 m WNW von Kappel | Aufschluss         | Eberhardzell                               | 47° 59′ 27,3″ N, 9° 48′ 48,9″ O                    |      | Geologische Einheit: Schotter Riß-Kaltzeit                                                              |
| 295                  | Aufg. Kiesgrube ca. 900 m ESE von Füramoos                                                          | Aufschluss         | Eberhardzell Gemarkung Füramoos            | 47° 59′ 23,5″ N, 9° 53′ 43″ O                      |      | Geologische Einheit: Ablagerungen Riß-Kaltzeit                                                          |
| 296                  | Aufg. Kiesgrube Kressich ca. 900 m SW von Oberessendorf                                             | Aufschluss         | Eberhardzell Gemarkung Oberessendorf       | 47° 58′ 49,7″ N, 9° 45′ 54,7″ O                    |      | Geologische Einheit: Ablagerungen Würm-Endmoräne                                                        |
| 297                  | Aufg. Kiesgrube am südl. Ortsrand von Ertingen                                                      | Aufschluss         | Ertingen                                   | 48° 5′ 30,5″ N, 9° 27′ 53,3″ O                     |      | Geologische Einheit: Ablagerungen Riß-Grundmoräne                                                       |
| 298                  | Kiesgrube Binsenstock ca. 2000 m ESE von Ertingen                                                   | Aufschluss         | Ertingen                                   | 48° 5′ 28,5″ N, 9° 29′ 5,7″ O                      |      | Geologische Einheit: Nagelfluh                                                                          |
| 299                  | Aufg. Kiesgrube Eichwald im Wald am oberen östl. Talhang zum Riß-Tal ca. 1000 m E von Hochdorf      | Aufschluss         | Hochdorf                                   | 48° 1′ 32,4″ N, 9° 47′ 55,4″ O                     |      | Geologische Einheit: Schotter Mindel-Kaltzeit                                                           |
| 300                  | Kiesgrube WSW von Ingoldingen                                                                       | Aufschluss         | Ingoldingen                                | 48° 1′ 13,1″ N, 9° 43′ 32″ O                       |      | Geologische Einheit: Schotter Niederterrasse                                                            |
| 301                  | Quelle Riß-Ursprung am westl. Ortsrand von Winterstettendorf                                        | Quelle             | Ingoldingen Gemarkung Winterstettendorf    | 47° 59′ 15,6″ N, 9° 44′ 9″ O                       |      | Geologische Einheit: Würm-Grundmoräne                                                                   |
| 302                  | Oberes Rißtal bei Winterstettenstadt                                                                | Landschaftselement | Ingoldingen Gemarkung Winterstettendorf    | 48° 0′ 24,2″ N, 9° 44′ 9,9″ O                      |      | Geologische Einheit: ?                                                                                  |
| 303                  | Doline Degenfelder Häule N der Straße Hochberg-Egelfingen 900 m WNW von Egelfingen                  | Doline             | Langenenslingen Gemarkung Egelfingen       | 48° 9′ 24,1″ N, 9° 16′ 36″ O                       |      | Geologische Einheit: Massenkalk-Formation                                                               |
| 304                  | Doline und Höhle Adernzopf im Wald ca. 1500 m N von Emerfeld                                        | Doline Höhle       | Langenenslingen Gemarkung Emerfeld         | 48° 10′ 57″ N, 9° 19′ 15,3″ O                      |      | Geologische Einheit: Massenkalk-Formation                                                               |
| 305                  | Hohler Felsen im Warmtal ca. 2000 m SW von Friedingen                                               | Höhle              | Langenenslingen Gemarkung Emerfeld         | 48° 10′ 13″ N, 9° 20′ 49,9″ O                      |      | Geologische Einheit: Massenkalk-Formation                                                               |
| 306                  | Doline Eichelberg im Waldrand am S-Hang des Eichelbergs 800 m NNW von Friedingen                    | Doline             | Langenenslingen Gemarkung Friedingen       | 48° 11′ 8,8″ N, 9° 22′ 2,9″ O                      |      | Geologische Einheit: Hangende Bankkalk-Formation                                                        |
| 307                  | Langewattequelle ca. 2000 m WNW von Langenenslingen                                                 | Quelle             | Langenenslingen                            | 48° 9′ 10,4″ N, 9° 21′ 8,8″ O                      |      | Geologische Einheit: Massenkalk-Formation                                                               |
| 308                  | Doline Hau ca. 1500 m SW von Friedingen                                                             | Doline             | Langenenslingen                            | 48° 10′ 14,5″ N, 9° 21′ 24,8″ O                    |      | Geologische Einheit: Hangende Bankkalk-Formation                                                        |
| 309                  | Aufg. Steinbruch Weithart im Wald ca. 2300 m NW von Langenenslingen                                 | Aufschluss         | Langenenslingen                            | 48° 9′ 54″ N, 9° 21′ 44,5″ O                       |      | Geologische Einheit: Hangende Bankkalk-Formation                                                        |
| 310                  | Aufg. Steinbruch Roßlet ca. 1900 m N der Ortsmitte von Langenenslingen                              | Aufschluss         | Langenenslingen                            | 48° 9′ 57,7″ N, 9° 22′ 43,5″ O                     |      | Geologische Einheit: Obere Süßwassermolasse                                                             |
| 311                  | Aufg. Steinbruch Stubenhalde ca. 1500 m N der Ortsmitte von Langenenslingen                         | Aufschluss         | Langenenslingen                            | 48° 9′ 42,9″ N , 9° 22′ 14,4″ O 48.161925 9.370662 |      | Geologische Einheit: Obere Süßwassermolasse                                                             |
| 312                  | Biberquelle W der Oberen Mühle 750 m NW von Langenenslingen                                         | Quelle             | Langenenslingen                            | 48° 9′ 9,9″ N, 9° 22′ 19″ O                        |      | Geologische Einheit: ?                                                                                  |
| 313                  | Aufg. Steinbruch am S-Hang des Eichbergs (P. 589,6) 800 m SSW von Langenenslingen                   | Aufschluss         | Langenenslingen                            | 48° 8′ 33″ N, 9° 22′ 26″ O                         |      | Geologische Einheit: Liegende Bankkalk-Formation                                                        |
| 314                  | Doline im Wald N der Straße Hitzkofen-Wilflingen 80 m NNE von P. 660,3                              | Doline             | Langenenslingen Gemarkung Wilflingen       | 48° 7′ 12,6″ N, 9° 19′ 12″ O                       |      | Geologische Einheit: Massenkalk-Formation                                                               |
| 315                  | Dolinenfeld am Eichbühl ca. 3000 m NE von Hitzkofen                                                 | Dolinen            | Langenenslingen Gemarkung Wilflingen       | 48° 7′ 12,6″ N, 9° 19′ 16,3″ O                     |      | Geologische Einheit: Massenkalk-Formation                                                               |
| 316                  | Doline in einem Dolinenfeld im Wald zw. der Straße Hitzkofen-Wilflingen und dem Eichbühl            | Doline             | Langenenslingen Gemarkung Wilflingen       | 48° 7′ 12,7″ N, 9° 19′ 28,4″ O                     |      | Geologische Einheit: Massenkalk-Formation                                                               |
| 317                  | Dolinen im Rappenbuch ca. 700 m SE (P. 660,3) der Straße Hitzkofen-Wilflingen                       | Dolinen            | Langenenslingen Gemarkung Wilflingen       | 48° 6′ 57,6″ N, 9° 19′ 38″ O                       |      | Geologische Einheit: Massenkalk-Formation                                                               |
| 318                  | Doline Teufelsgrube im Laubwald 1300 m WSW von Wilflingen                                           | Doline             | Langenenslingen Gemarkung Wilflingen       | 48° 8′ 6,8″ N, 9° 20′ 6,5″ O                       |      | Geologische Einheit: Massenkalk-Formation                                                               |
| 319                  | Doline Loh im Nadelwald 2100 m ESE von Schloss Wilflingen                                           | Doline             | Langenenslingen Gemarkung Wilflingen       | 48° 7′ 12″ N, 9° 22′ 23″ O                         |      | Geologische Einheit: Liegende Bankkalk-Formation                                                        |
| 320                  | Doline Maiern ca. 2000 m SSE von Wilflingen                                                         | Doline             | Langenenslingen Gemarkung Wilflingen       | 48° 7′ 10,5″ N, 9° 21′ 45,2″ O                     |      | Geologische Einheit: Liegende Bankkalk-Formation                                                        |
| 321                  | Kiesgrube W von Äpfingen                                                                            | Aufschluss         | Maselheim Gemarkung Äpfingen               | 48° 9′ 25,6″ N, 9° 50′ 20,6″ O                     |      | Geologische Einheit: Schotter Riß-Kaltzeit                                                              |
| 322                  | Aufg. Sandgrube Heggbacher Mühle                                                                    | Aufschluss         | Maselheim                                  | 48° 8′ 36,5″ N, 9° 53′ 5,7″ O                      |      | Geologische Einheit: Obere Süßwassermolasse                                                             |
| 323                  | Kiesgrube S von Baltringen                                                                          | Aufschluss         | Mietingen Gemarkung Baltringen             | 48° 10′ 0,5″ N, 9° 51′ 58″ O                       |      | Geologische Einheit: Schotter Riß-Kaltzeit                                                              |
| 324                  | Aufg. Sandgrube Stier am SE Ortsrand von Mietingen                                                  | Aufschluss         | Mietingen                                  | 48° 10′ 58,2″ N, 9° 54′ 45,5″ O                    |      | Geologische Einheit: Obere Meeresmolasse                                                                |
| 325                  | Aufg. Kiesgrube Fuchsbau im Wald 350 m W von Walhofen                                               | Aufschluss         | Mittelbiberach                             | 48° 6′ 34,9″ N, 9° 44′ 15,2″ O                     |      | Geologische Einheit: Endmoräne Riß-Kaltzeit                                                             |
| 326                  | Kiesgrube im Rotenbachtal am E Talhang zum Rotbach 300 m S des Schlosses von Mittelbiberach         | Aufschluss         | Mittelbiberach                             | 48° 4′ 26,8″ N, 9° 44′ 52,1″ O                     |      | Geologische Einheit: Schotter Riß-Kaltzeit                                                              |
| 327                  | Böschung im Rotenbachtal am N Hang zum Rotbach 300 m oberh. Reute                                   | Aufschluss         | Mittelbiberach                             | 48° 4′ 15,8″ N, 9° 45′ 42,9″ O                     |      | Geologische Einheit: Schotter Riß-Kaltzeit                                                              |
| 328                  | Doline Schweinsgrube im lichten Laubwald ca. 1200 m SE von Mörsingen                                | Doline             | Riedlingen Gemarkung Daugendorf            | 48° 12′ 7,2″ N, 9° 27′ 25,4″ O                     |      | Geologische Einheit: Hangende Bankkalk-Formation                                                        |
| 329                  | Aufg. Kiesgrube am östl. Talhang zur Donau 3000 m NNW von Unlingen                                  | Aufschluss         | Riedlingen Gemarkung Zell                  | 48° 11′ 46,9″ N, 9° 30′ 41,3″ O                    |      | Geologische Einheit: Schotter Riß-Kaltzeit                                                              |
| 330                  | Wegböschung Emerberg-Südosthang ca. 800 m NNW von Zwiefaltendorf                                    | Aufschluss         | Riedlingen Gemarkung Zwiefaltendorf        | 48° 13′ 23,7″ N, 9° 30′ 39,4″ O                    |      | Geologische Einheit: Obere Süßwassermolasse                                                             |
| 331                  | Zwiefaltendorfer Tropfsteinhöhle im Ortskern von Zwiefaltendorf                                     | Höhle              | Riedlingen Gemarkung Zwiefaltendorf        | 48° 12′ 54,2″ N, 9° 31′ 0,2″ O                     |      | Geologische Einheit: Kalktuff                                                                           |
| 332                  | Böschung an der Basis des N-Hangs zur Ruine Hassenberg                                              | Aufschluss         | Riedlingen Gemarkung Zwiefaltendorf        | 48° 12′ 49,3″ N, 9° 31′ 11,3″ O                    |      | Geologische Einheit: Hangende Bankkalk-Formation                                                        |
| 333                  | Kiesgrube ca. 500 m SE von Zwiefaltendorf                                                           | Aufschluss         | Riedlingen Gemarkung Zwiefaltendorf        | 48° 12′ 49,2″ N, 9° 31′ 27,5″ O                    |      | Geologische Einheit: Kiese Riß-Kaltzeit                                                                 |
| 334                  | Aufg. Kiesgrube am südl. Ortsausgang von Haslach nach Aitrach                                       | Aufschluss         | Rot an der Rot Gemarkung Haslach           | 47° 58′ 20,4″ N, 10° 3′ 8,5″ O                     |      | Geologische Einheit: Schotter Haslach-Kaltzeit                                                          |
| 336                  | Böschungsaufschluss Kappe an der K 7585 ca. 1000 m N von Tiefenbach                                 | Aufschluss         | Seekirch                                   | 48° 5′ 53,2″ N, 9° 38′ 53,2″ O                     |      | Geologische Einheit: Obere Süßwassermolasse                                                             |
| 337                  | Aufg. Kiesgrube am Osthang zur Bellamonter Rottum 600 m N von Rottum                                | Aufschluss         | Steinhausen an der Rottum Gemarkung Rottum | 48° 2′ 21,7″ N, 9° 55′ 34,3″ O                     |      | Geologische Einheit: Nagelfluh                                                                          |
| 338                  | Aufg. Kiesgrube Rottum an der Nebenstraße zum südl. Ortsausgang von Rottum                          | Aufschluss         | Steinhausen an der Rottum Gemarkung Rottum | 48° 1′ 57,2″ N, 9° 55′ 23,2″ O                     |      | Geologische Einheit: Schotter Niederterrasse                                                            |
| 339                  | Aufg. Kiesgrube im Wald S der Straße Möhringen-Dietelhofen                                          | Aufschluss         | Unlingen Gemarkung Möhringen               | 48° 10′ 49″ N, 9° 32′ 55,3″ O                      |      | Geologische Einheit: Kiese Riß-Kaltzeit                                                                 |
| 340                  | Weiher in Uigendorf                                                                                 | Landschaftselement | Unlingen Gemarkung Uigendorf               | 48° 10′ 44,6″ N, 9° 34′ 36,9″ O                    |      | Geologische Einheit: ?                                                                                  |
| 341                  | Bussen ca. 4000 m W von Uttenweiler                                                                 | Landschaftselement | Uttenweiler Gemarkung Offingen             | 48° 9′ 45,1″ N, 9° 33′ 22,2″ O                     |      | Geologische Einheit: Obere Süßwassermolasse                                                             |
| 342                  | Aufg. Sandgrube Windberg am SE-Hang des Windbergs 900 m NNW von Schloss Warthausen                  | Aufschluss         | Warthausen                                 | 48° 8′ 22,1″ N, 9° 47′ 22″ O                       |      | Geologische Einheit: Obere Meeresmolasse                                                                |
| 343                  | Aufg. Kiesgrube S des Schlosses Warthausen                                                          | Aufschluss         | Warthausen                                 | 48° 7′ 48″ N, 9° 47′ 42,8″ O                       |      | Geologische Einheit: Nagelfluh                                                                          |
| 344                  | Kiesgrube beim Scholterhaus W der Straße Biberach-Warthausens                                       | Aufschluss         | Warthausen                                 | 48° 6′ 34″ N, 9° 47′ 23,8″ O                       |      | Geologische Einheit: Schotter Riß-Kaltzeit                                                              |